# アジア共同行動・日本連絡会議

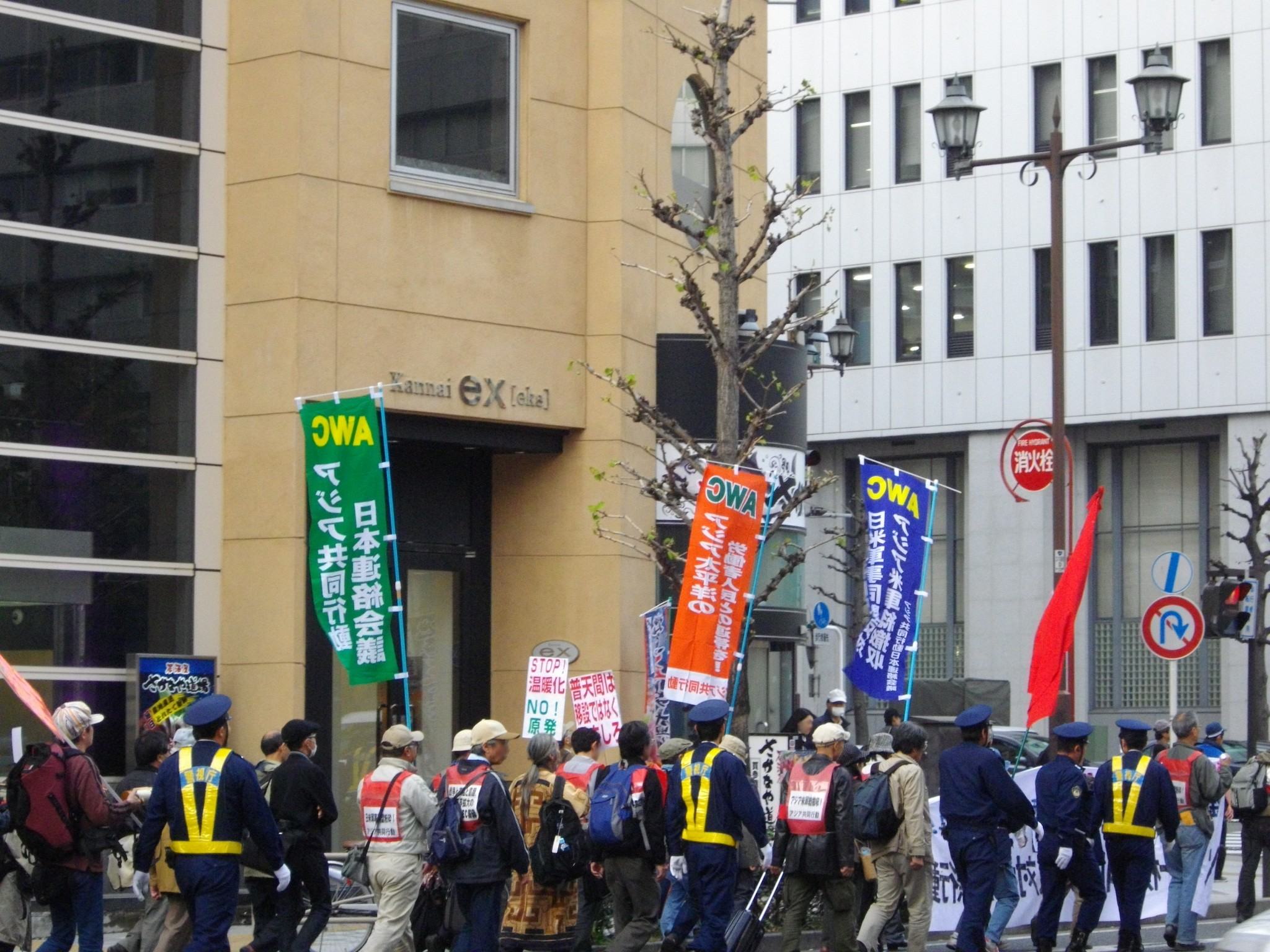
反APECデモに参加したAWC日本連絡会議の活動家（2010年11月13日）

アジア共同行動・日本連絡会議（あじあきょうどうきょうどう・にほんれんらくかいぎ）は、ブント系新左翼党派の一つである共産主義者同盟 (統一委員会)の強い影響下にあり、日米をアジアの支障として除去を主張する左翼市民組織である。正式名称は「日米のアジア支配に反対し、アジア民衆の連帯を推進する日本連絡会議」、略称は「AWC日本連絡会議」「AWC日本連」である。

## 概要
共産主義者同盟 (全国委員会)（通称：烽火派）では、1985年頃から「国際連帯」を模索し始め、1991年に「ふたたびアジア人民をじゅうりんし、侵略し、支配させないための日本人民の運動90」を結成し、フィリピン共産党と軍事部門新人民軍と交流を深めてきた。その後、共産主義者同盟戦旗派（通称：戦旗派）とも連携し、1992年にはアジア各国の「反帝国主義」組織の代表を集め、「アジア共同行動」（略称：AWC）を発足させた。
その日本支部にあたるのが「AWC日本連絡会議」である。4年の準備期間を経て、1996年に結成された。傘下団体には、学生組織として「反侵略アジア学生共同行動（略称：AASJA）」、労働者組織として「新自由主義・国家主義と対決する学生・青年ネットワーク（略称：SYN）」などがある。
朴槿恵政権の韓国を「米帝」・「日帝」と共に朝鮮民主主義人民共和国を侵略しようとしていると糾弾し、南北分断を韓国人進歩派・日本人左派以外の持つ反共主義の制度的イデオロギー的支配のせいとし、THAAD配備・日韓慰安婦合意・日韓軍事情報保護協定締結反対や朴槿恵政権打倒運動、アジア太平洋からすべての米軍撤退と米軍基地撤去、安倍晋三首相率いる自民党政権打倒を運動方針に掲げていた。
朴槿恵が所謂「蝋燭デモ」により弾劾されて失脚した後は、韓国の進歩派政党共に民主党の文在寅候補支持を表明、日本帝国主義・アメリカ帝国主義と親米・親日追従勢力である韓国保守勢力を巨万の民衆決起で打倒すべきと主張した。北朝鮮を「共和国」と呼び、朝鮮への軍事的圧力に反対している。

## 共産同統一委員会との関係
結成当初は、新社会党の斉藤一雄元衆議院議員など、外部の政党関係者も幹部を務めていたが、現在では共産同統一委員会の構成員によって占められている。また、共産同統一委員会の公式サイトでも堂々と「AWCを建設してきた。」と述べ、事実上「共産同統一委員会」の下部組織であることを自認している。
「共産同統一委員会」の名称だと学生や労働者に警戒感を持たれるため、AWC日本連絡会議を前面に出して活動している。入会についても、他の同盟員の推薦を必要とし、正式入党まで一年間の同盟員候補期間（その間は「準構成員」）がある共産同統一委員会に比べて、年会費を収めるだけで入会でき、入会しやすくなっている。